# Eirin
Pour les autres significations, voir Eirin (homonymie).
Eirin (映倫) est l'abréviation de Eiga Rinri Kanri Iinkai (映画倫理管理委員会). C'est un organisme indépendant d'auto censure qui joue un rôle régulateur sur le cinéma au Japon. Il est composé de membres appartenant à la profession.

## Historique
Sur instructions des forces américaines d'occupation, EIRIN a été créé en Juin 1949 d'après le modèle de la Production Code Administration Américaine édicté par Motion Picture Producers and Distributors of America en 1930. Le nom d'origine Eiga Rinri Kitei Kanri Iinkai (Code du Cinéma établi par des Comités d'Éthique), a été condensé en 1956, après l'indépendance du Japon, en Eirin Kanri Iinkai plus communément appelé Eirin.
EIRIN est le pendant de la Motion Picture Association of America aux États-Unis et du British Board of Film Classification au Royaume-Uni. Les films sont classés selon qu'ils conviennent ou non à des enfants ou à des mineurs, selon qu'ils contiennent ou pas des actes sexuels ou de la violence. mais l'absence de certification par Eirin rend la production irréalisable. En pratique, ces films sont tout de même mis sur le marché avec une pixellisation ou un flou des « images choquantes ». Ceci est source d'amusement pour le Japonais qui est traditionnellement libéral sur ce sujet.
Cette classification est considérée comme une censure par certains. Les défenseurs d'Eirin rétorquent que son indépendance offre une protection pour le cinéma vis-à-vis d'une législation gouvernementale qui serait encore plus draconienne. Dans le cas du très controversé film Battle Royale, le réalisateur Kinji Fukasaku paraît accepter ce point de vue lorsqu'il retire son objection à l'évaluation R15+ d'EIRIN concernant ce film et qu'il soutient cette organisation face aux menaces de la classe politique.
Par le passé, EIRIN a refusé la publication de certains films comme Organ, film d'horreur de la réalisatrice kei Fujiwara. Ce film a été publié sur bande vidéo exclusivement sans passer dans les salles de cinéma. Il a attisé les protestations des groupes de défense de la famille.
En tête (ou parfois à la fin) du générique d'un film ayant reçu l'accréditation d'EIRIN, le logo de l'organisation apparaît bien en vue sous le titre.

## Classement

### Sans restriction
- : Tous publics. Pas de restriction d'âge. La plupart des Pokémon, The Dark Crystal et la majorité des productions du studio Ghibli sont classés G.
- : Sous la responsabilité des parents. Certaines scènes ne conviennent pas aux enfants de moins de 12 ans. Ils doivent être accompagné d'un parent ou d'un responsable. Gedo Senki, Princesse Mononoké, la plupart des films Lupin III, 28 jours plus tard, Jin-Roh, la brigade des loups, et la trilogie du Seigneur des anneaux sont classés PG12.

### Avec restrictions
- : interdit aux moins de 15 ans. Sweeney Todd, Battle Royale, 300, Saw, Saw II, Zatoichi (film de 2003), l'épéiste aveugle (The Blind Swordsman: Zatoichi) sont classés R15+. Full Metal Panic: Le second Raid et SHUFFLE! sont également classés R15+ à la télévision.
- : Interdit aux moins de 18 ans. Jackass et Carmen (film de 2003) reçoivent un classement R18+.